# Хопёрский заповедник
Хопёрский заповедник — государственный природный заповедник в Воронежской области.

## История
Государственный природный заповедник Хопёрский был создан 10 февраля 1935 года. В задачу заповедника входило сохранение выхухоли и заселение ею водоемов на территории РСФСР, а также сохранение биосферы в пойме Хопра. В 1953 году численность выхухоли в заповеднике увеличилась настолько, что начался её отлов и расселение по водоёмам за пределами заповедника. К весне 1966 года хопёрская выхухоль заселила водоемы в пяти областях РСФСР, Белорусской ССР и Литовской ССР. 
С 1955 года в заповеднике велась работа по реакклиматизации зубров, когда-то населявших берега Хопра. Для этой цели было завезено несколько помесных животных (полученных путём скрещивания бизонов с крупным рогатым скотом) из Беловежской Пущи и Приокско-Террасного заповедника. Однако в 1982 году эта затея была свёрнута ввиду своего несоответствия реальным задачам заповедника и того обстоятельства, что размножившиеся зубры начали наносить ущерб посевам сельскохозяйственных культур и лесным посадкам. Зубропарк, созданный в 1968 году близ посёлка Калиново, был ликвидирован.

## Современное состояние
Его общая площадь 16 178 га. Территория протянулась на 50 км вдоль реки Хопер с севера на юг, ширина заповедного массива колеблется от 1,5 до 9 км. Вокруг заповедника установлена охранная зона шириной от 0,5 до 4 км общей площадью 29,8 тысяч га.
Климат умеренно континентальный, с довольно суровой зимой и жарким летом. Среднегодовая температура воздуха составляет +5,8 °C. Среднегодовое количество осадков 531,2 мм. Средняя продолжительность безморозного периода 183 дня.

## Флора и фауна
Около 80 % площади покрыто лесами, преобладают пойменные и нагорные дубравы, небольшие участки степей и лугов. Во время весеннего  половодья затапливается примерно 80% территории, имеется около 400 озер и стариц.
Видовой состав флоры, которой около 1200 видов высших растений. На территории заповедника имеется богатая водная растительность, насчитывающая 109 видов растений (в том числе реликтовые виды сальвиния плавающая, чилим). Животный мир разнообразен: около 45 видов млекопитающих (в том числе редкие выхухоль) кабан, волк, лисица, барсук, лесная куница и акклиматизированный пятнистый олень, 184 вида птиц (редкие могильник, змееяд, большой подорлик, орлан-белохвост, скопа, филин и проч.), 8 видов пресмыкающихся, 8 видов земноводных, 35 видов рыб (в том числе стерлядь, занесённая в Красную книгу).